# Gerichtsbezirk Bruck an der Mur
Der Gerichtsbezirk Bruck an der Mur ist ein dem Bezirksgericht Bruck an der Mur unterstehender Gerichtsbezirk im Bundesland Steiermark.

## Geschichte
Der Gerichtsbezirk Bruck wurde durch eine 1849 beschlossene Kundmachung der Landes-Gerichts-Einführungs-Kommission geschaffen und umfasste ursprünglich die 14 Gemeinden Breitenau, Bruck, Frauenberg, Hafendorf, Kapfenberg, Katharein, Kirchdorf, Lorenzen, Oberaich, Parschlug, Picheldorf, Pischk, Schaldorf und Tragöß.
Der Gerichtsbezirk Bruck an der Mur bildete im Zuge der Trennung der politischen von der judikativen Verwaltung
ab 1868 gemeinsam mit den Gerichtsbezirken Aflenz, Mürzzuschlag, Kindberg und Mariazell den Bezirk Bruck.
Per 1. Jänner 1902 wurden die Gerichtsbezirke Mürzzuschlag und Kindberg vom Bezirk Bruck an der Mur abgetrennt und unter dem Namen Mürzzuschlag zu einem neuen Bezirk zusammengefasst.
Durch die Auflösung des Gerichtsbezirkes Aflenz im Jahr 1923 wurden dessen sieben Gemeinden Aflenz Markt, Aflenz Land, Etmißl, Fölz, Sankt Ilgen, Thörl und Turnau dem Gerichtsbezirk Bruck an der Mur zugeschlagen, wodurch sich die Größe des Gerichtsbezirks von 537,7 km² im Jahr 1910
auf 893,35 km² (1923).
Im Zuge der nationalsozialistischen Verwaltungsänderungen wurde der Gerichtsbezirk Mariazell vom Bezirk Bruck an der Mur abgetrennt und dem Bezirk Mürzzuschlag zugeschlagen,
diese Änderung wurde jedoch nach dem Zweiten Weltkrieg wieder rückgängig gemacht.
2002 wurde der Gerichtsbezirk Bruck an der Mur durch die Auflösung des Gerichtsbezirks Mariazell erneut vergrößert. Durch diese Maßnahme übernahm der Gerichtsbezirk Bruck an der Mur per 1. Juli 2002 die Gemeinden Gußwerk, Halltal, Mariazell und Sankt Sebastian,
wodurch sich das Gerichtsbezirksgebiet auf 1306,33 km² vergrößerte und seither den gesamten politischen Bezirk Bruck an der Mur umfasst, wie er bis 2012 bestand.
Mit Wirkung ab 1. Jänner 2015 wurde der Gerichtsbezirk aufgrund der Veränderungen im Rahmen der Gemeindestrukturreform in der Steiermark in der „Bezirksgerichte-Verordnung Steiermark 2015“ neu definiert.

## Gerichtssprengel
Seit Jänner 2015 ist der Gerichtssprengel durch die Gebiete folgender elf Gemeinden definiert: Aflenz, Breitenau am Hochlantsch, Bruck an der Mur, Kapfenberg, Mariazell, Pernegg an der Mur, Sankt Lorenzen im Mürztal, Sankt Marein im Mürztal, Thörl, Tragöß-Sankt Katharein, Turnau.
Er ist somit deckungsgleich mit dem Bezirk Bruck an der Mur, wie er bis 2012 bestand.